# Ван (Орегон)
Ван (англ. Van) — невключённая территория, расположенная в округе Харни штата Орегон, США. Расположен на дороге Ван—Друзи в 80 км к северо-востоку от Бернса в долине Волф-Крика.

## История
Почтовое отделение в Ване появилось в 1891 году и было названо по имени первого поселенца Вана Мидлсуорта. В 1953 году почта была закрыта. 

## Образование
Ван относится к школьному округу Пайн-Крик 5 (начальная школа, классы K-8) и к средней школе округа Харни Округ Юнион 1J (средняя школа в Крейн).